# Juin 1893

## Événements
- 12 juin, France : loi concernant l'hygiène et la sécurité des travailleurs dans les établissements industriels[1] étendant des mesures préventives déjà existantes pour les femmes et enfants.

- 18 juin, France : annulation des condamnations de Ferdinand de Lesseps et son fils dans l'affaire du scandale de Panama pour vice de forme.

- 18 au 25 juin, France : visite du président de la République, Sadi Carnot en Bretagne.

- 20 juin, Russie : interdiction des redistributions partielles de terre dans le mir et obligation de respecter un intervalle de 12 ans entre deux redistributions générales.

## Naissances
- 9 juin :
  - Lottie Pickford, actrice américaine.
  - Chaïm Soutine, peintre français d'origine lituanienne.
- 20 juin : Austin Claude Taylor, homme politique du Nouveau-Brunswick.
- 24 juin : 
  - Adolf Jahr (mort le 19 avril 1964), acteur
  - Douglas McKay (mort le 22 juillet 1959), politicien américain
  - Hans Siburg (mort le 27 février 1976), général allemand de la Seconde Guerre mondiale
  - Henry Myers (mort le 1er octobre 1975), scénariste et producteur américain
  - Léon Bouffard (mort le 23 juillet 1981), athlète puis dirigeant de basket-ball suisse
  - Roy Oliver Disney (mort le 20 décembre 1971), homme d'affaires et producteur américain
  - Suzanne La Follette (morte le 23 avril 1983), journaliste américaine

- 28 juin : Robert Fleig, résistant français pendant la Seconde Guerre mondiale, qui guide la 2e division blindée lors de la libération de Strasbourg († 23 novembre 1944).

## Décès
- 11 juin : António Carvalho da Silva Porto, peintre portugais (° 11 novembre 1850).